# Czerniawa (dopływ Majdana)
Czerniawa – potok będący prawobrzeżnym dopływem Majdańskiego Potoku w Paśmie Radziejowej w Beskidzie Sądeckim. Jego górna część to Zimny Potok mający źródło na wysokości ok. 1000 m n.p.m. po północnej stronie Jasiennika. Spływa on w północno-zachodnim kierunku głęboką, wąską i zalesioną doliną pomiędzy bocznym grzbietem Jasiennika i Spadziami z jednej strony, a bocznym grzbietem Będzikówki z drugiej strony. W dolnej części tej doliny przepływa przez należące do Obidzy duże osiedle Nowa Wieś, gdzie zmienia kierunek na zachodni i nazwę na Czerniawa. Uchodzi do Majdańskiego Potoku na osiedlu Majdan na wysokości ok. 500 m n.p.m.
Nieco poniżej ujścia Czerniawy do Majdańskiego Potoku znajduje się Wodospad Wielki.